# Grombalia Sport
Grombalia Sport (arabisch قرمبالية الرياضية Qurmbāliyya ar-Riyāḍiyya), kurz GS genannt, ist ein tunesischer Sportverein aus der Stadt Grombalia im Gouvernement Nabeul. Der Verein wurde 1939 gegründet und spielt derzeit mit seiner Fußballmannschaft in der dritten Liga des Landes. 
In der Saison 1987/88 gelang Grombalia Sport erstmals der Aufstieg in die erste Liga, konnte sich dort aber nicht halten und stieg direkt wieder ab. Nach 26 Jahren kehrte der Club in der Saison 2013/14 erneut in die höchste Spielklasse zurück, musste aber auch diesmal nach einer Saison wieder absteigen.
Die Basketballabteilung wurde 1993 unter dem Namen Dalia Sportive de Grombalia als eigenständiger Verein ausgegliedert. Der Klub spielt aktuell in der höchsten tunesischen Basketball-Liga.

## Erfolge
Die Meisterschaften 1976 und 1982 wurden jeweils in regionalen Ligen Nordtunesiens beziehungsweise der Region Cap Bon errungen, da die dritte Liga in diesen Spielzeiten in mehrere regionale Gruppen gegliedert war. Gleiches gilt für die Viertligameisterschaft der Saison 2006/07.
- Meister in der dritthöchsten Liga (2)
  - 1976, 1982
- Meister in der vierthöchsten Liga (1)
  - 2007
- Tunesischer Fußball-Pokal
  - Achtelfinale: 1954, 1964, 1974, 1977, 1981, 1984, 1995, 2001
  - Viertelfinale: 1945, 1992

## Ehemalige

### Spieler
- Lamine Ben Aziza, begann seine Karriere bei Grombalia Sport und spielte später beim Étoile Sportive du Sahel. Er war Teil der tunesischen Nationalmannschaft bei der Fußball-Weltmeisterschaft 1978.
- Raouf Ben Aziza, startete wie sein Bruder (Lamine) bei Grombalia Sport und spielte dann später zusammen mit ihm für den Étoile Sportive du Sahel sowie die tunesische Nationalmannschaft, u. a. bei der Afrikameisterschaft 1978 und der Fußball-Weltmeisterschaft 1978.
- Zine el-Abidine Souissi, defensiver Mittelfeldspieler, spielte von 2015 bis 2018 für Grombalia Sport. Zuvor gewann er 2011 die CAF Champions League.
- Wissem Naouali, Torwart, spielte von 2014 bis zu seinem Karriereende 2019 für Grombalia Sport. Er gewann 2010 mit Espérance Sportive de Tunis die tunesische Meisterschaft.

### Trainer
- Kamel Chebli, langjähriger Spieler des Club Africain und der tunesischen Fußballnationalmannschaft. Er trainierte den Verein für eine Spielzeit.
- Hassen Gabsi, ehemaliger Offensivspieler, der für Espérance Sportive de Tunis und den FC Genua spielte. Er war von Februar bis September 2014 Trainer bei Grombalia Sport.

## Rivalen
Grombalia Sport unterhält eine ausgeprägte Rivalität mit dem benachbarten Verein ES Béni Khalled. Die beiden Städte Grombalia und Béni Khalled liegen nur wenige Kilometer voneinander entfernt, wodurch es sich beim Aufeinandertreffen der beiden Teams um ein direktes Derby handelt. Für die Fans beider Lager gelten diese Begegnungen als die wichtigste Paarung der Spielzeit.
Eine ebenso traditionsreiche Rivalität verbindet Grombalia Sport mit dem Club Sportif de Menzel Bouzelfa. Die beiden Orte trennen nur rund 13 Kilometer. Beide Mannschaften treffen regelmäßig in der zweiten und dritten Liga aufeinander.